# 瓦什基夫齐
瓦什基夫齐（烏克蘭語：Вашківці），或按俄语译瓦什科夫齐，是位於烏克蘭西部的城市，由切爾諾夫策州維日尼察區的瓦什基夫齊市鎮負責管轄。該市位於切列莫什河右岸，距離首府切爾諾夫策33公里，海拔高度211米，2011年人口5,455。